# Državno prvenstvo Hrvatske u vatrogasnim vježbama
Državno prvenstvo Hrvatske u vatrogasnim vježbama, skraćeno zvano Državno natjecanje vatrogasaca, organizira Hrvatska vatrogasna zajednica (HVZ).
Prema pravilniku HVZ-a, vatrogasna natjecanja održavaju se radi osposobljavanja vatrogasaca za vatrogasne djelatnosti i djelovanje u slučajevima katastrofa i većih nesreća te radi međusobnog upoznavanja vatrogasaca, učvršćivanja prijateljskih odnosa i razmjene iskustva. Vatrogasna natjecanja sadrže discipline koje su u izravnoj vezi s vatrogasnom djelatnošću te kao takva podižu razinu operativne spremnosti vatrogasnih postrojbi i DVD-ova.

## Struktura
Pravo nastupa na natjecanjima imaju i natjecateljska odjeljenja sastavljena od muških i ženskih članova (mješovita natjecateljska odjeljenja) i to u svim kategorijama te se ista svrstavaju u kategoriju muških odjeljenja.
Natjecateljska odjeljenja odraslih natupaju u sljedećim kategorijama: 
- natjecateljska odjeljenja DVD-a,
- natjecateljska odjeljenja PVP-a
- natjecateljska odjeljenja žena.

Svaka kategorija natječe se u dvjema klasama: 
- A – klasa bez dodatnih bodova na životnu dob natjecatelja,
- B – klasa s dodatnim bodovima na životnu dob natjecatelja.

Natjecateljsko odjeljenje može nastupiti u klasi A ako su svi natjecatelji (uključujući i pričuvnog člana) stariji od 16 godina ili na datum održavanja natjecanja navršavaju 16 godina te ako je barem jedan od natjecatelja mlađi od 30 godina starosti. U klasi B odjeljenje može nastupati ako su svi natjecatelji (uključujući i pričuvnog člana) stariji od 30 godina ili na datum održavanja natjecanja navršavaju 30 godina. Natjecateljsko odjeljenje ne može na istom natjecanju nastupiti u obje klase, a isti natjecatelj ne može na istom natjecanju nastupiti za dva natjecateljska odjeljenja. 
Na natjecanju mladeži mogu nastupiti natjecatelji od 12 do 16 godina, kao i oni mlađi od 12 godina, s time da im se kod obračuna upisuje 12 godina. Na natjecanju pomlatka mogu nastupiti natjecatelji od 6 do 12 godina, kao i oni mlađi od 6 godina, s time da im se kod obračuna upisuje 6 godina.
Natjecateljsko odjeljenje koje stekne plasman u viši rang natjecanja (županijsko ili državno s područnog/gradskog/općinskog ili županijskog) ne može mijenjati kategoriju ni klasu natjecanja.
Natjecateljska odjeljenja izvode dvije vježbe i jednu štafetnu utrku. U konačni obračun rezultata uzima se u obzir rezultat bolje vježbe i rezultat otrčane štafete. Štafetne utrke odraslih, mladeži i pomlatka se razlikuju. Također, štafetna utrka odraslih nema u potpunosti iste prepreke kao i ona koja se održava na Vatrogasnoj olimpijadi.

## Kategorije

### Odrasli
Odrasli se natječu u vježbama s vatrogasnim motornim štrcaljkama (VMŠ, katkad „agregat” ili „crpka”). Jedan dio ekipe razvlači vatrogasne cijevi od VMŠ, a drugi dio ekipe za to vrijeme sastavlja usisni vod za VMŠ, nakon čega i oni razvlače vatrogasne cijevi, ali od razdjelnika koji je prvi dio ekipe već spojio.
Postoje vježbe s VMŠ bez uporabe vode (tzv. „suhe vježbe”) ili s uporabom vode („mokre vježbe”). Za suhe se vježbe gotovo uvijek koristi maketa VMŠ. 

### A
| Broj ekipa | Broj ekipa | Broj ekipa | Izdanje | M           | M             | M          | M                                | M               | M                | M                | Ž           | Ž             | Ž          | Ž               | Ž               | Ž                   | Ž                | Profesionalci | Profesionalci | Profesionalci | Profesionalci   | Profesionalci   | Profesionalci    | Profesionalci    | Ref |
| ---------- | ---------- | ---------- | ------- | ----------- | ------------- | ---------- | -------------------------------- | --------------- | ---------------- | ---------------- | ----------- | ------------- | ---------- | --------------- | --------------- | ------------------- | ---------------- | ------------- | ------------- | ------------- | --------------- | --------------- | ---------------- | ---------------- | --- |
| Broj ekipa | Broj ekipa | Broj ekipa | Izdanje | Pobjednici  | Pobjednici    | Pobjednici | Najbolja vježba                  | Najbolja vježba | Najbolja štafeta | Najbolja štafeta | Pobjednice  | Pobjednice    | Pobjednice | Najbolja vježba | Najbolja vježba | Najbolja štafeta    | Najbolja štafeta | Pobjednici    | Pobjednici    | Pobjednici    | Najbolja vježba | Najbolja vježba | Najbolja štafeta | Najbolja štafeta | Ref |
| M          | Ž          | pro        | Izdanje | Odjeljenje  | Vrijeme [min] | MP         | Odjeljenje                       | Vrijeme [min]   | Odjeljenje       | Vrijeme [min]    | Odjeljenje  | Vrijeme [min] | MP         | Odjeljenje      | Vrijeme [min]   | Odjeljenje          | Vrijeme [min]    | Odjeljenje    | Vrijeme [min] | MP            | Odjeljenje      | Vrijeme [min]   | Odjeljenje       | Vrijeme [min]    | Ref |
|            |            |            | 2020.   | DVD         | :             |            | DVD                              | :               | DVD              | :                | DVD         | :             |            | DVD             | :               | DVD                 | :                | PVP           | :             |               | PVP             | :               | PVP              | :                |     |
|            |            |            | 2016.   | DVD Razljev | 412,68        | +0,51      | DVD Otok Samoborski DVD Paukovec | 32,03 +10 32,10 | DVD Andrilovec   | 53,64            | DVD Mladost | 419,36        | +3,5       | DVD Mladost     | 39,02           | DVD Spačva Vinkovci | 58,44            | PVP           | :             |               | PVP             | :               | PVP              | :                |     |
|            |            |            | 2012.   | DVD         | :             |            | DVD                              | :               | DVD              | :                | DVD         | :             |            | DVD             | :               | DVD                 | :                | PVP           | :             |               | PVP             | :               | PVP              | :                |     |
|            |            |            | 2008.   | DVD         | :             |            | DVD                              | :               | DVD              | :                | DVD         | :             |            | DVD             | :               | DVD                 | :                | PVP           | :             |               | PVP             | :               | PVP              | :                |     |
|            |            |            | 2004.   | DVD         | :             |            | DVD                              | :               | DVD              | :                | DVD         | :             |            | DVD             | :               | DVD                 | :                | PVP           | :             |               | PVP             | :               | PVP              | :                |     |
|            |            |            | 2000.   | DVD         | :             |            | DVD                              | :               | DVD              | :                | DVD         | :             |            | DVD             | :               | DVD                 | :                | PVP           | :             |               | PVP             | :               | PVP              | :                |     |
|            |            |            | 1996.   | DVD         | :             |            | DVD                              | :               | DVD              | :                | DVD         | :             |            | DVD             | :               | DVD                 | :                | PVP           | :             |               | PVP             | :               | PVP              | :                |     |
|            |            |            | 1992.   | DVD         | :             |            | DVD                              | :               | DVD              | :                | DVD         | :             |            | DVD             | :               | DVD                 | :                | PVP           | :             |               | PVP             | :               | PVP              | :                |     |

### Mladež
Mladež se natječe u vježbama s preprekama, odnosno na poligonu. Jedan dio ekipe kroz poligon razvlači vatrogasne cijevi, a drugi dio ekipe istovremeno trči na kraj poligona gdje su brentače, koje se puni vodom i zatim koristi za gađanje mete.
| Broj ekipa | Broj ekipa | Izdanje | M          | M             | M          | M               | M               | M                | M                | Ž          | Ž             | Ž          | Ž               | Ž               | Ž                | Ž                | Ref |
| ---------- | ---------- | ------- | ---------- | ------------- | ---------- | --------------- | --------------- | ---------------- | ---------------- | ---------- | ------------- | ---------- | --------------- | --------------- | ---------------- | ---------------- | --- |
| Broj ekipa | Broj ekipa | Izdanje | Pobjednici | Pobjednici    | Pobjednici | Najbolja vježba | Najbolja vježba | Najbolja štafeta | Najbolja štafeta | Pobjednice | Pobjednice    | Pobjednice | Najbolja vježba | Najbolja vježba | Najbolja štafeta | Najbolja štafeta | Ref |
| M          | Ž          | Izdanje | Odjeljenje | Vrijeme [min] | MP         | Odjeljenje      | Vrijeme [min]   | Odjeljenje       | Vrijeme [min]    | Odjeljenje | Vrijeme [min] | MP         | Odjeljenje      | Vrijeme [min]   | Odjeljenje       | Vrijeme [min]    | Ref |
|            |            | 2020.   | DVD        | :             |            | DVD             | :               | DVD              | :                | DVD        | :             |            | DVD             | :               | DVD              | :                |     |
|            |            | 2016.   | DVD        | :             |            | DVD             | :               | DVD              | :                | DVD        | :             |            | DVD             | :               | DVD              | :                |     |
|            |            | 2012.   | DVD        | :             |            | DVD             | :               | DVD              | :                | DVD        | :             |            | DVD             | :               | DVD              | :                |     |
|            |            | 2008.   | DVD        | :             |            | DVD             | :               | DVD              | :                | DVD        | :             |            | DVD             | :               | DVD              | :                |     |
|            |            | 2004.   | DVD        | :             |            | DVD             | :               | DVD              | :                | DVD        | :             |            | DVD             | :               | DVD              | :                |     |
|            |            | 2000.   | DVD        | :             |            | DVD             | :               | DVD              | :                | DVD        | :             |            | DVD             | :               | DVD              | :                |     |
|            |            | 1996.   | DVD        | :             |            | DVD             | :               | DVD              | :                | DVD        | :             |            | DVD             | :               | DVD              | :                |     |
|            |            | 1992.   | DVD        | :             |            | DVD             | :               | DVD              | :                | DVD        | :             |            | DVD             | :               | DVD              | :                |     |

### Pomladak
Pomladak se natječe u vježbama s brentačama, koje se pune vodom i koriste za rušenje meta sa zadane udaljenosti.

## Vanjske poveznice
- Priručnik za natjecanja vatrogasaca u Republici Hrvatskoj